# Vidzeme

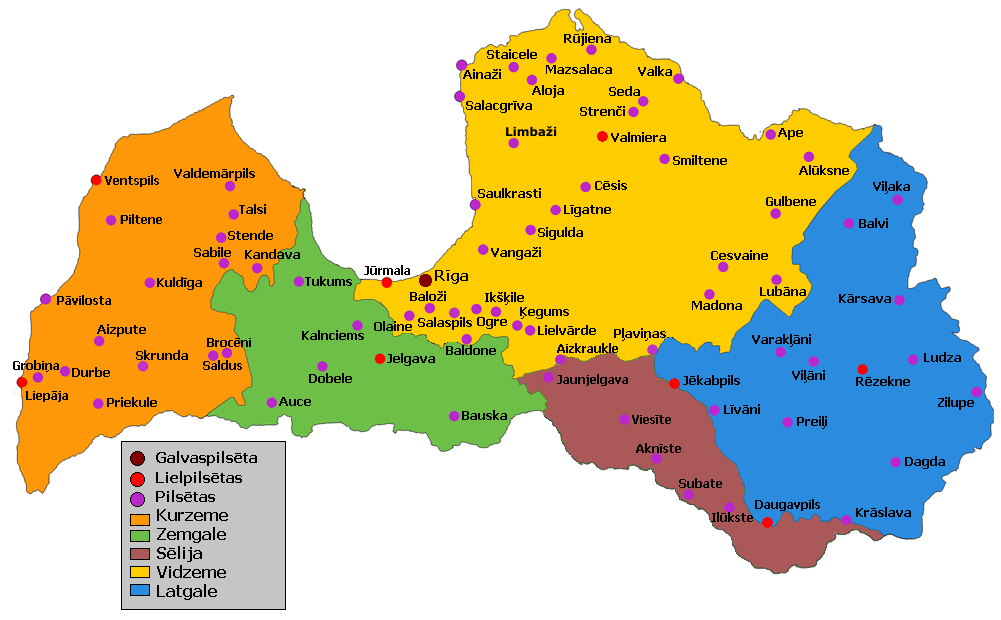
Historické země Lotyšska
Kuronsko
Latgalsko
Vidzemsko
Zemgalsko
Sélsko

Vidzeme, česky též Livonsko, je jeden z kulturních a historických regionů Lotyšska, je jednou z pěti kulturně-historických lotyšských zemí, zmíněných i v lotyšském zákoně.
Označení Livonsko není přesným synonymem, neboť historické Livonsko se rozkládalo na mnohem větším území, jehož část se nachází v Estonsku. Současná Vidzeme je lotyšskou částí Švédského Livonska a Rigy.
Doslovný překlad názvu („Střední země“) vystihuje polohu v severní části středu státu. Přibližně odpovídá území bývalých rajónů Alūksne, Cēsis, Gulbene, Limbaži, Madona, Valka, Valmiera a částečně také Aizkraukle, Ogre a Riga severně od řeky Daugavy. Nachází se zde nejvyšší pohoří Lotyšska – Vidzemské vrchy.

## Politika
V současné Lotyšské republice už nejsou historická území samosprávnými celky ani stupni státní správy. Odráží je pouze struktura soudní moci. Sídlem Vidzemského oblastního soudu je město Valmiera; jeho působnost nezahrnuje Rigu a její okolí, která má vlastní oblastní soud a jeho pobočky.